# ليمور صوفي شرقي
ليمور صوفي شرقي (الاسم العلمي: Avahi laniger) هو نوع من الحيوانات يتبع جنس الليمور الصوفي من الفصيلة الإندرية.